# 斯科特維爾 (伊利諾伊州)
斯科特維爾（英語：Scottville）是位於美國伊利諾伊州馬庫平縣的一個村落。

## 地理
斯科特維爾的座標為39°28′44″N 90°06′13″W / 39.47889°N 90.10361°W，而該地最高點為海拔高度198米（即650英尺）。

## 人口
根據2010年美國人口普查的數據，斯科特維爾的面積為2.58平方千米，當中陸地面積為2.58平方千米，而水域面積為0.00平方千米。當地共有人口116人，而人口密度為每平方千米44人。